# Viel-Arcy
Pour les articles homonymes, voir Viel et Arcy.
 (février 2010).
Si vous disposez d'ouvrages ou d'articles de référence ou si vous connaissez des sites web de qualité traitant du thème abordé ici, merci de compléter l'article en donnant les références utiles à sa vérifiabilité et en les liant à la section « Notes et références ».
Viel-Arcy, également appelée Vieil-Arcy, est une commune française située dans le département de l'Aisne, en région Hauts-de-France.

### Description

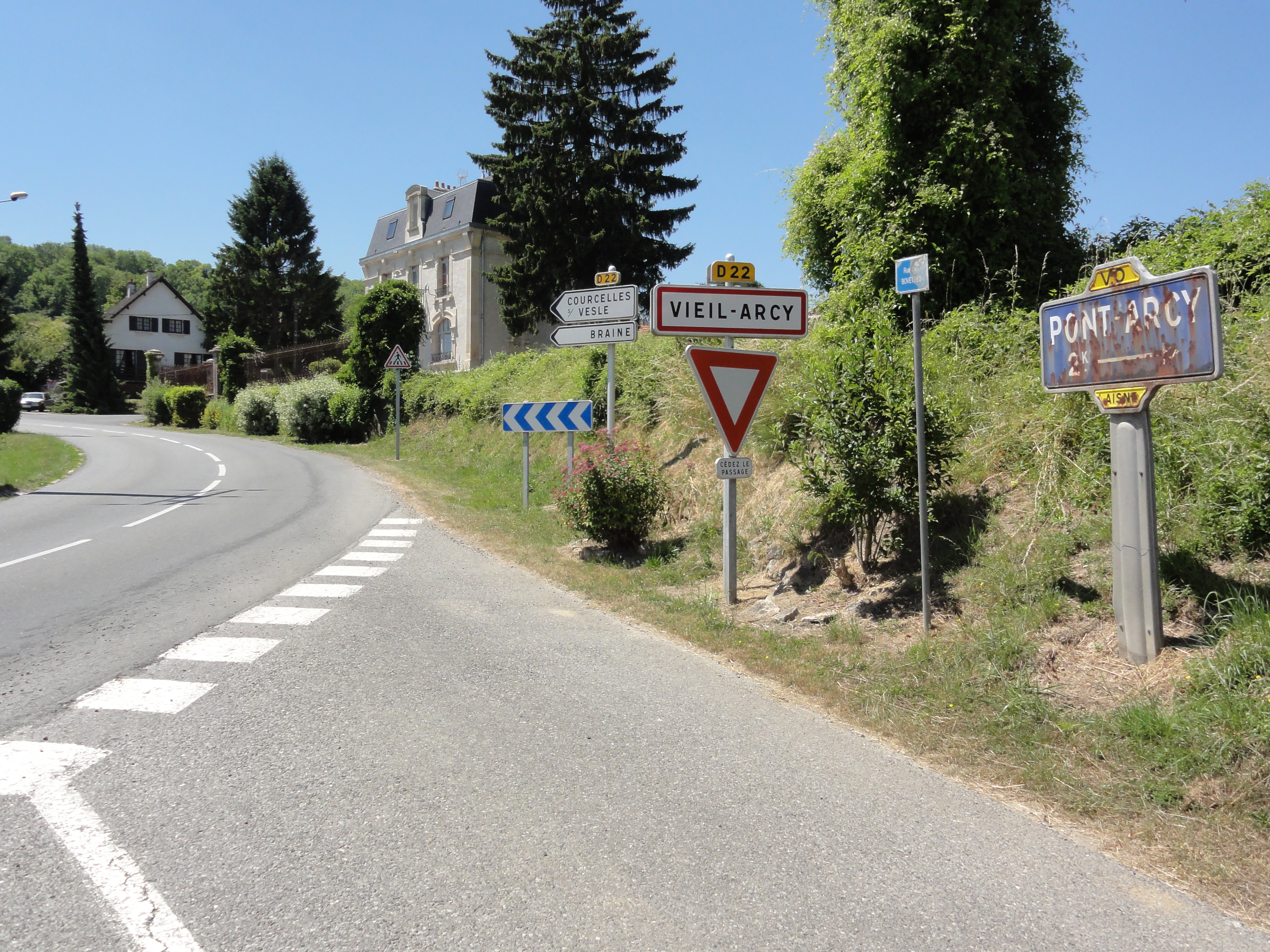
Entrée de Viel-Arcy.

## Géographie

### Hydrographie

#### Réseau hydrographique
La commune est située dans le bassin Seine-Normandie. Elle est drainée par le canal latéral à l'Aisne et le ru des Dhuyzis,,.
Le canal latéral à l'Aisne relie Vieux-lès-Asfeld (Ardennes) à Celles-sur-Aisne (Aisne), en passant par Berry-au-Bac.

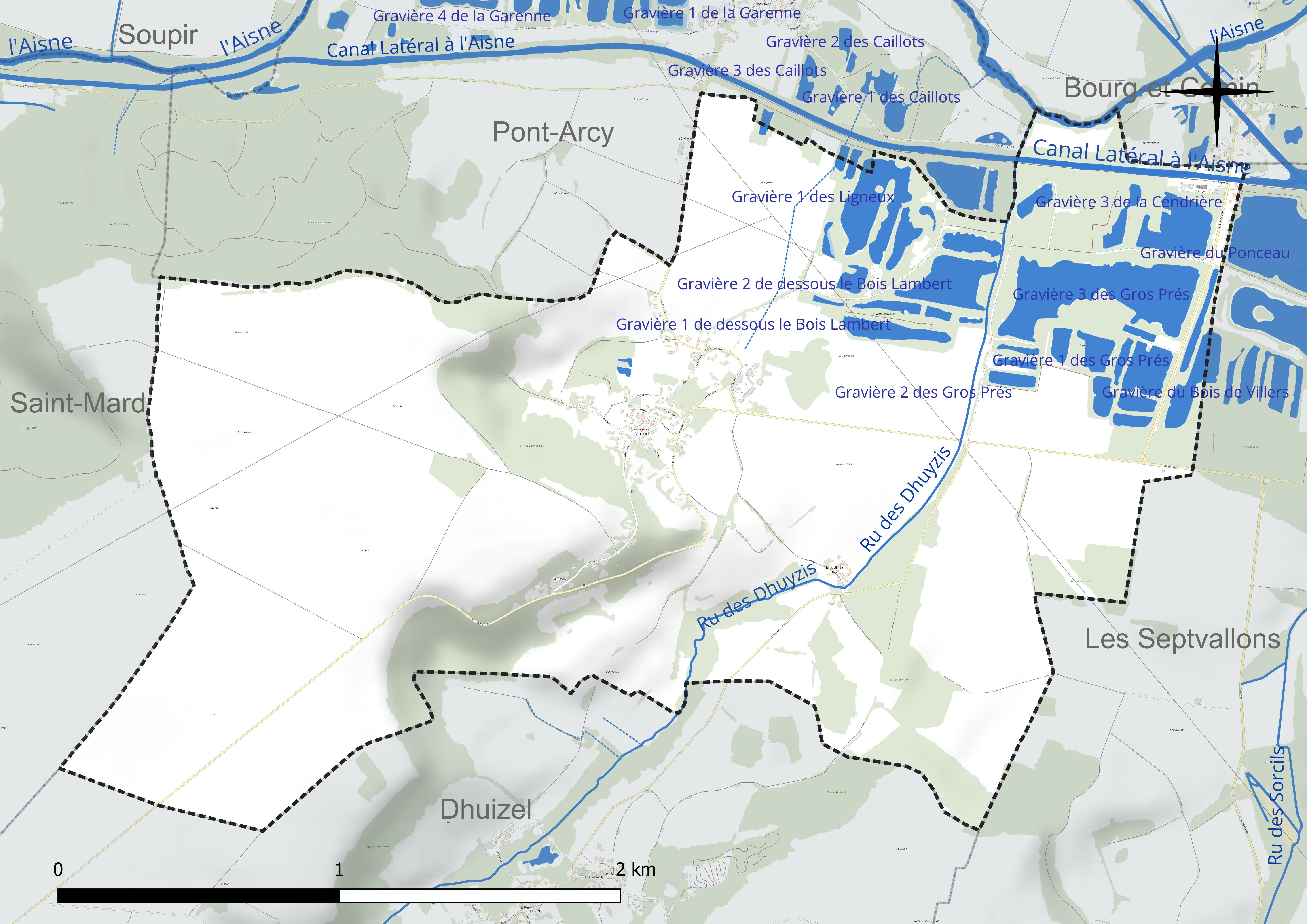
Réseau hydrographique de Viel-Arcy.

Divers plans d'eau complètent le réseau hydrographique : la gravière 1 de dessous le Bois Lambert (1,9 ha), la gravière 1 de la Cendrière (3,8 ha), la gravière 1 des Gros Prés (7 ha), la gravière 1 des Ligneux, d'une superficie totale de 7,9 ha (7,4 ha sur la commune), la gravière 2 de dessous le Bois Lambert (6,2 ha), la gravière 2 de la Cendrière (0,9 ha), la gravière 2 des Gros Prés (1,1 ha), la gravière 3 de la Cendrière (0,7 ha), la gravière 3 des Gros Prés (12,1 ha) et la gravière du Bois de Villers, d'une superficie totale de 6,5 ha (2,7 ha sur la commune),.

#### Gestion et qualité des eaux
Le territoire communal est couvert par le schéma d'aménagement et de gestion des eaux (SAGE) « Aisne Vesle Suippe ». Ce document de planification, dont le territoire s'étend sur 3 096 km2 répartis sur trois départements (Aisne, Marne et Ardennes) et deux régions (Champagne-Ardenne et Picardie), a été approuvé le 16 décembre 2013. La structure porteuse de l'élaboration et de la mise en œuvre est le Syndicat d'aménagement des bassins Aisne Vesle Suippe (SIABAVES).
La qualité des cours d'eau peut être consultée sur un site dédié géré par les agences de l'eau et l'Agence française pour la biodiversité.

### Climat
Pour des articles plus généraux, voir Climat des Hauts-de-France et Climat de l'Aisne.
En 2010, le climat de la commune est de type climat océanique dégradé des plaines du Centre et du Nord, selon une étude du CNRS s'appuyant sur une série de données couvrant la période 1971-2000. En 2020, Météo-France publie une typologie des climats de la France métropolitaine dans laquelle la commune est exposée à un climat océanique altéré et est dans la région climatique Nord-est du bassin Parisien, caractérisée par un ensoleillement médiocre, une pluviométrie moyenne régulièrement répartie au cours de l'année et un hiver froid (3 °C).
Pour la période 1971-2000, la température annuelle moyenne est de 10,7 °C, avec une amplitude thermique annuelle de 15,5 °C. Le cumul annuel moyen de précipitations est de 735 mm, avec 12,4 jours de précipitations en janvier et 7,9 jours en juillet. Pour la période 1991-2020, la température moyenne annuelle observée sur la station météorologique la plus proche, située sur la commune de Braine à 8 km à vol d'oiseau, est de 11,3 °C et le cumul annuel moyen de précipitations est de 662,7 mm,. Pour l'avenir, les paramètres climatiques de la commune estimés pour 2050 selon différents scénarios d'émission de gaz à effet de serre sont consultables sur un site dédié publié par Météo-France en novembre 2022.

## Urbanisme

### Typologie
Au 1er janvier 2024, Viel-Arcy est catégorisée commune rurale à habitat dispersé, selon la nouvelle grille communale de densité à 7 niveaux définie par l'Insee en 2022.
Elle est située hors unité urbaine. Par ailleurs la commune fait partie de l'aire d'attraction de Reims, dont elle est une commune de la couronne,. Cette aire, qui regroupe 294 communes, est catégorisée dans les aires de 200 000 à moins de 700 000 habitants,.

### Occupation des sols
L'occupation des sols de la commune, telle qu'elle ressort de la base de données européenne d'occupation biophysique des sols Corine Land Cover (CLC), est marquée par l'importance des territoires agricoles (69,6 % en 2018), une proportion identique à celle de 1990 (69,6 %). La répartition détaillée en 2018 est la suivante : 
terres arables (68,2 %), forêts (16,6 %), eaux continentales (9,9 %), zones urbanisées (3,9 %), zones agricoles hétérogènes (1,4 %).
L'évolution de l'occupation des sols de la commune et de ses infrastructures peut être observée sur les différentes représentations cartographiques du territoire : la carte de Cassini (XVIIIe siècle), la carte d'état-major (1820-1866) et les cartes ou photos aériennes de l'IGN pour la période actuelle (1950 à aujourd'hui).

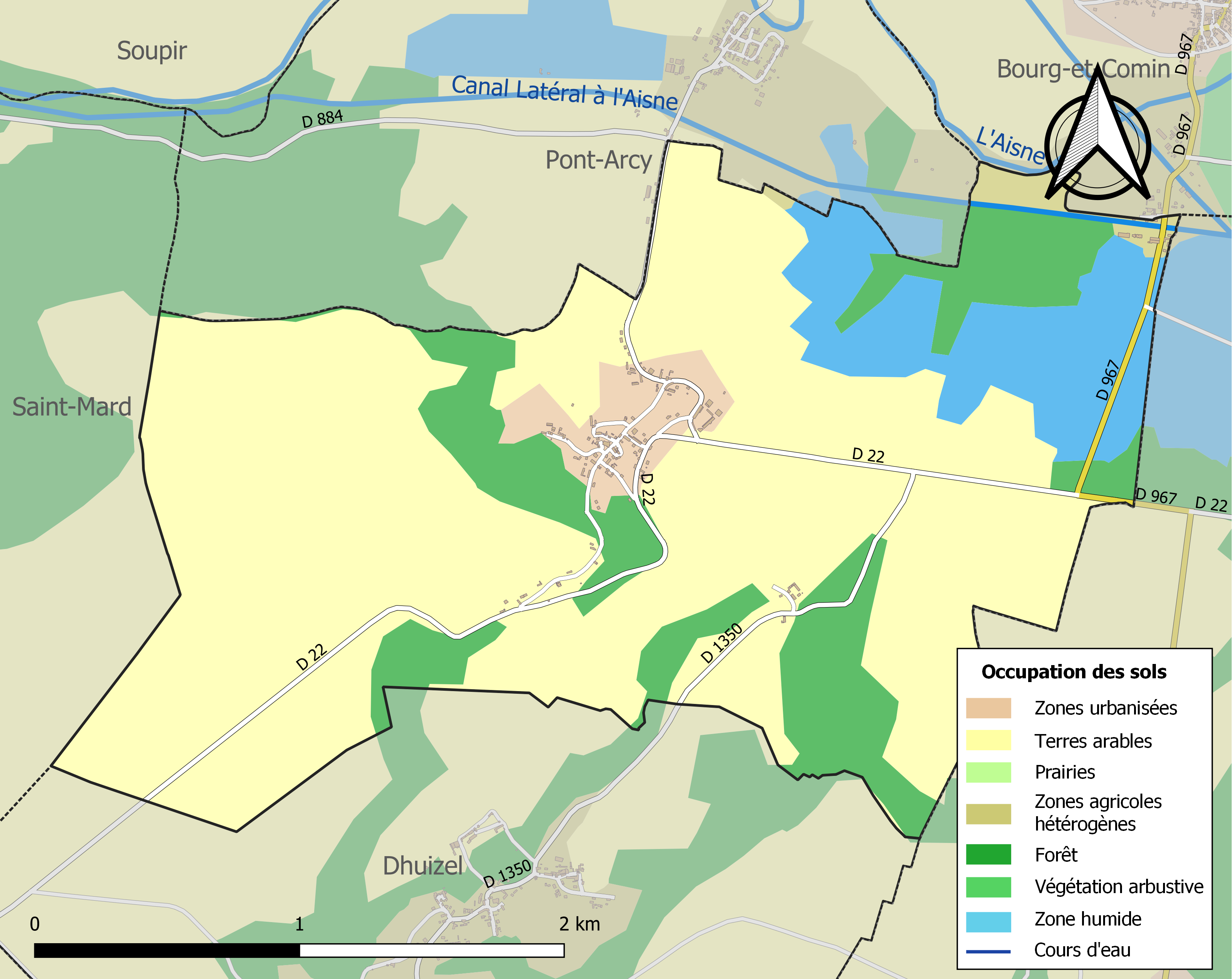
Carte de l'occupation des sols de la commune en 2018 (CLC).

### Habitat et logement
En 2018, le nombre total de logements dans la commune était de 80, alors qu'il était de 76 en 2013 et de 76 en 2008.
Parmi ces logements, 84,8 % étaient des résidences principales, 3,5 % des résidences secondaires et 11,7 % des logements vacants. Ces logements étaient pour 96,3 % d'entre eux des maisons individuelles et pour 3,7 % des appartements.
Le tableau ci-dessous présente la typologie des logements à Viel-Arcy en 2018 en comparaison avec celle de l'Aisne et de la France entière. Concernant le statut d'occupation de ces logements, 84,8 % des habitants de la commune sont propriétaires de leur logement (82,4 % en 2013), contre 61,6 % pour l'Aisne et 57,5 pour la France entière.
| Typologie                                               | Viel-Arcy | Aisne | France entière |
| ------------------------------------------------------- | --------- | ----- | -------------- |
| Résidences principales (en %)                           | 84,8      | 86,7  | 82,1           |
| Résidences secondaires et logements occasionnels (en %) | 3,5       | 3,5   | 9,7            |
| Logements vacants (en %)                                | 11,7      | 9,8   | 8,2            |

## Toponymie
Le nom de la localité est attesté sous les formes Vicus arsus (1297) ; Vetus arseium (XIVe siècle) ; Vieilz-Arceys (1423) ; Vetus archeium (1573) ; Vielarcy (1668) ; Vieil Arcy (1793) ; Vieilarcy et Viel-Arcy (1801).
Dans première mention du nom du village sous la forme Vicus Arsus on reconnait le latin vicus, « village », accompagné de l'adjectif arsus, « brûlé ». Le passage de vicus à viel s'explique par un traitement de vicus en  veculus, sur le modèle de vetulus, « vieux », et par la chute du -c– intervocalique donnant ve (c) lus. Arsus, « brûlé », a été remplacé par l'ancien français arseis, puis Arcy « incendie, endroit rempli de bois brûlé ».

## Histoire

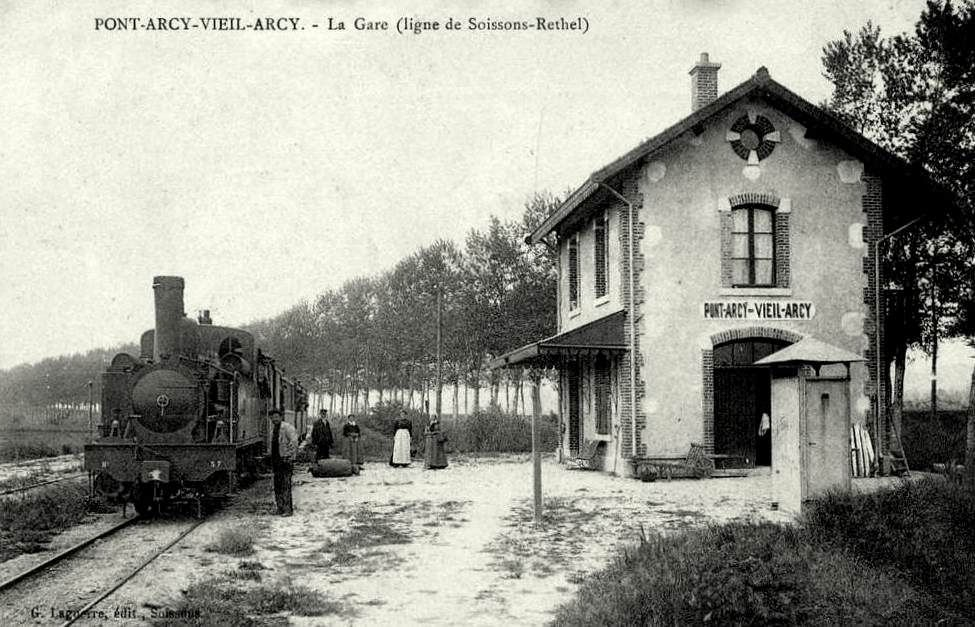
Carte postale de la gare commune aux deux villages voisins vers 1910.

Le village a été desservi de 1904 à 1914 par la gare de Pont-Arcy - Viel-Arcy, sur la ligne de chemin de fer secondaire à voie métrique  de Soissons à Guignicourt des Chemins de fer de la Banlieue de Reims.
Selon sa citation à l'ordre de l'Armée, Viel-Arcy a été en partie détruite pendant la Première Guerre mondiale « par de fréquents bombardements en raison de sa proximité de la zone de bataille ». Il a été décoré de la Croix de guerre 1914-1918 le 26 octobre 1920.

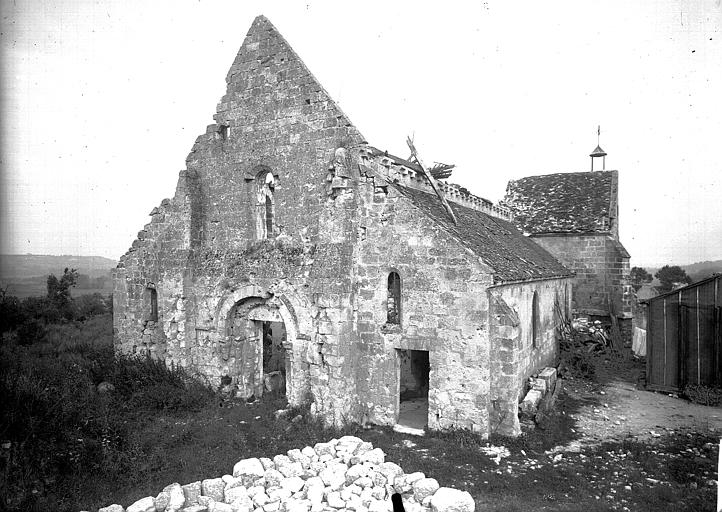
L'église en 1920.
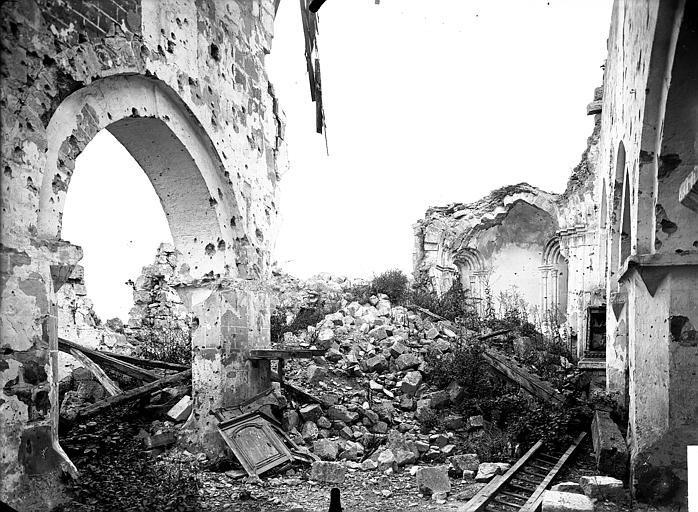
L'église en 1920.

## Politique et administration

### Découpage territorial
La commune de Viel-Arcy est membre de la communauté de communes du Val de l'Aisne, un établissement public de coopération intercommunale (EPCI) à fiscalité propre créé le 28 décembre 1994 dont le siège est à Presles-et-Boves. Ce dernier est par ailleurs membre d'autres groupements intercommunaux.
Sur le plan administratif, elle est rattachée à l'arrondissement de Soissons, au département de l'Aisne et à la région Hauts-de-France. Sur le plan électoral, elle dépend du  canton de Fère-en-Tardenois pour l'élection des conseillers départementaux, depuis le redécoupage cantonal de 2014 entré en vigueur en 2015, et de la cinquième circonscription de l'Aisne  pour les élections législatives, depuis le dernier découpage électoral de 2010.

### Administration municipale
| Période                                  | Période                    | Identité         | Étiquette | Qualité                    |
| ---------------------------------------- | -------------------------- | ---------------- | --------- | -------------------------- |
| avant 1874                               | 1875                       | Bisson           |           |                            |
| Les données manquantes sont à compléter. |                            |                  |           |                            |
| mars 2001                                | 3 janvier 2022             | Maurice Denisart | DVD       | Artisan Décédé en fonction |
| mars 2022                                | En cours (au 27 mars 2022) | Aurélie Gaillard |           |                            |

## Démographie

### Évolution démographique
L'évolution du nombre d'habitants est connue à travers les recensements de la population effectués dans la commune depuis 1793. Pour les communes de moins de 10 000 habitants, une enquête de recensement portant sur toute la population est réalisée tous les cinq ans, les populations de référence des années intermédiaires étant quant à elles estimées par interpolation ou extrapolation. Pour la commune, le premier recensement exhaustif entrant dans le cadre du nouveau dispositif a été réalisé en 2004.

En 2022, la commune comptait 172 habitants, en évolution de −6,01 % par rapport à 2016 (Aisne : −1,97 %, France hors Mayotte : +2,11 %).
| 1793 | 1800 | 1806 | 1821 | 1831 | 1836 | 1841 | 1846 | 1851 |
| ---- | ---- | ---- | ---- | ---- | ---- | ---- | ---- | ---- |
| 369  | 441  | 458  | 289  | 374  | 360  | 339  | 377  | 373  |

| 1856 | 1861 | 1866 | 1872 | 1876 | 1881 | 1886 | 1891 | 1896 |
| ---- | ---- | ---- | ---- | ---- | ---- | ---- | ---- | ---- |
| 353  | 315  | 318  | 322  | 327  | 313  | 310  | 297  | 267  |

| 1901 | 1906 | 1911 | 1921 | 1926 | 1931 | 1936 | 1946 | 1954 |
| ---- | ---- | ---- | ---- | ---- | ---- | ---- | ---- | ---- |
| 289  | 297  | 287  | 179  | 225  | 205  | 209  | 177  | 207  |

| 1962 | 1968 | 1975 | 1982 | 1990 | 1999 | 2004 | 2006 | 2009 |
| ---- | ---- | ---- | ---- | ---- | ---- | ---- | ---- | ---- |
| 191  | 176  | 153  | 140  | 131  | 151  | 167  | 172  | 181  |

| 2014 | 2019 | 2022 | - | - | - | - | - | - |
| ---- | ---- | ---- | - | - | - | - | - | - |
| 179  | 172  | 172  | - | - | - | - | - | - |

### Pyramide des âges
En 2021, le taux de personnes d'un âge inférieur à 30 ans s'élève à 38,3 %, soit au-dessus de la moyenne départementale (34,5 %). À l'inverse, le taux de personnes d'âge supérieur à 60 ans est de 19,2 % la même année, alors qu'il est de 27,8 % au niveau départemental.
En 2021, la commune comptait 85 hommes pour 87 femmes, soit un taux de 50,58 % de femmes, légèrement inférieur au taux départemental (51,17 %).
Les pyramides des âges de la commune et du département s'établissent comme suit :
| Hommes | Classe d’âge | Femmes |
| ------ | ------------ | ------ |
| 0,0    | 90 ou +      | 1,1    |
| 3,5    | 75-89 ans    | 5,7    |
| 12,9   | 60-74 ans    | 14,9   |
| 24,7   | 45-59 ans    | 17,2   |
| 21,2   | 30-44 ans    | 21,8   |
| 21,2   | 15-29 ans    | 14,9   |
| 16,5   | 0-14 ans     | 24,1   |

| Hommes | Classe d’âge | Femmes |
| ------ | ------------ | ------ |
| 0,7    | 90 ou +      | 1,9    |
| 6,7    | 75-89 ans    | 9,5    |
| 18,1   | 60-74 ans    | 18,8   |
| 20,2   | 45-59 ans    | 19,6   |
| 18,1   | 30-44 ans    | 17,5   |
| 17,1   | 15-29 ans    | 15,2   |
| 19,2   | 0-14 ans     | 17,6   |

## Culture locale et patrimoine

### Lieux et monuments
- Église Saint-Pierre-et-Saint-Paul du XIIe siècle.
- Monument aux morts[28].

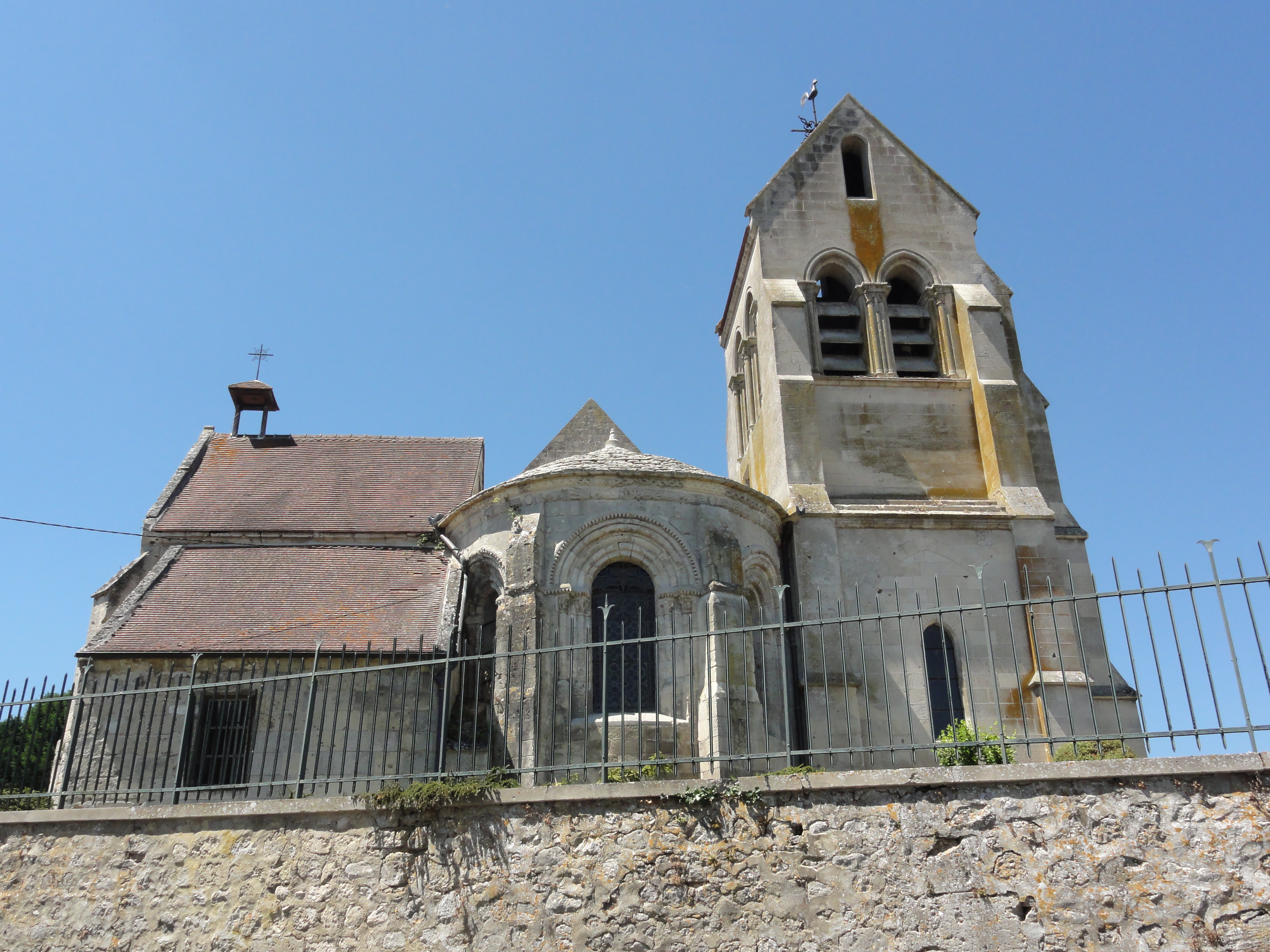
Église Saint-Pierre-et-Saint-Paul.
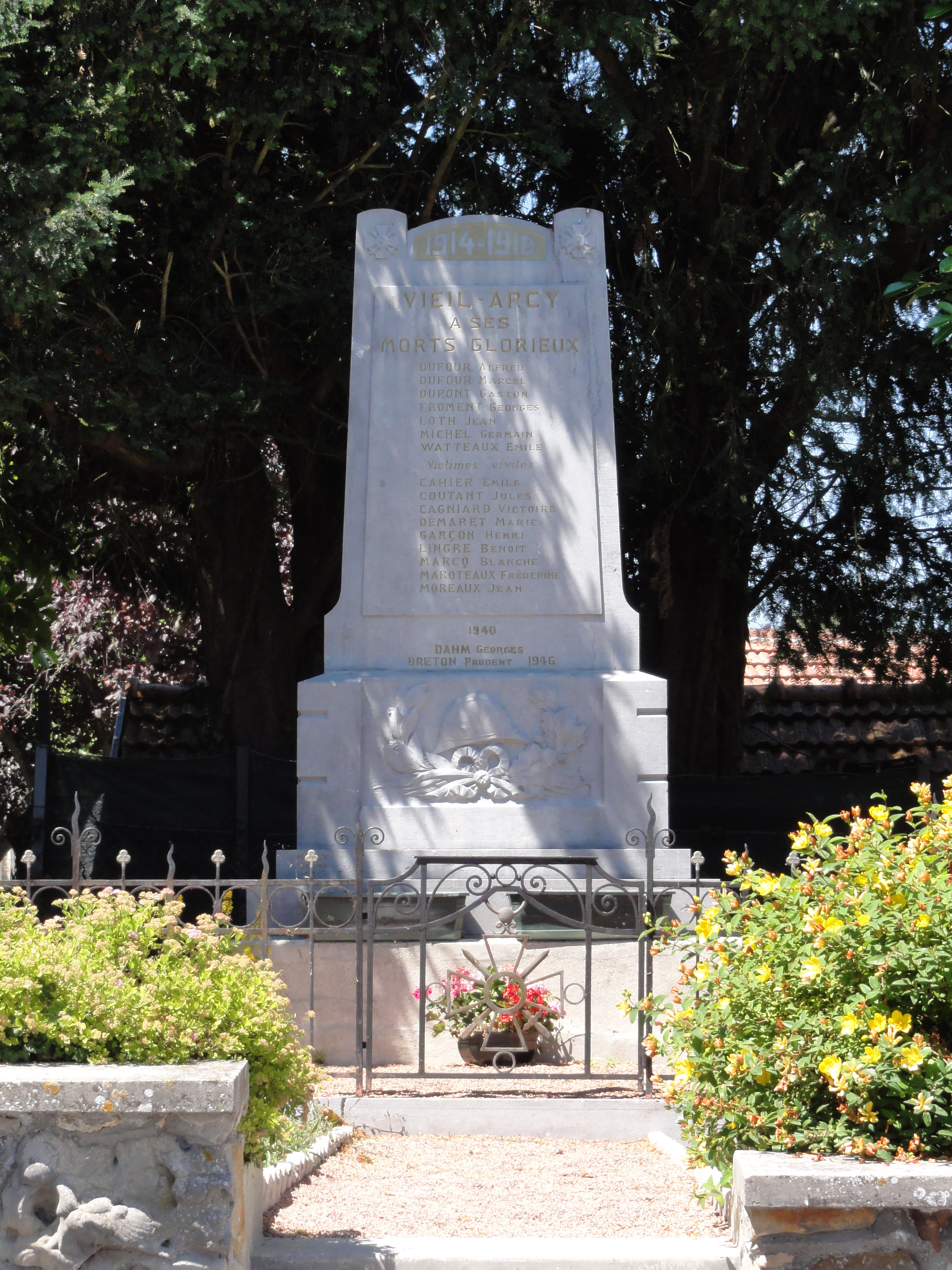
Monument aux morts.